# Busworld

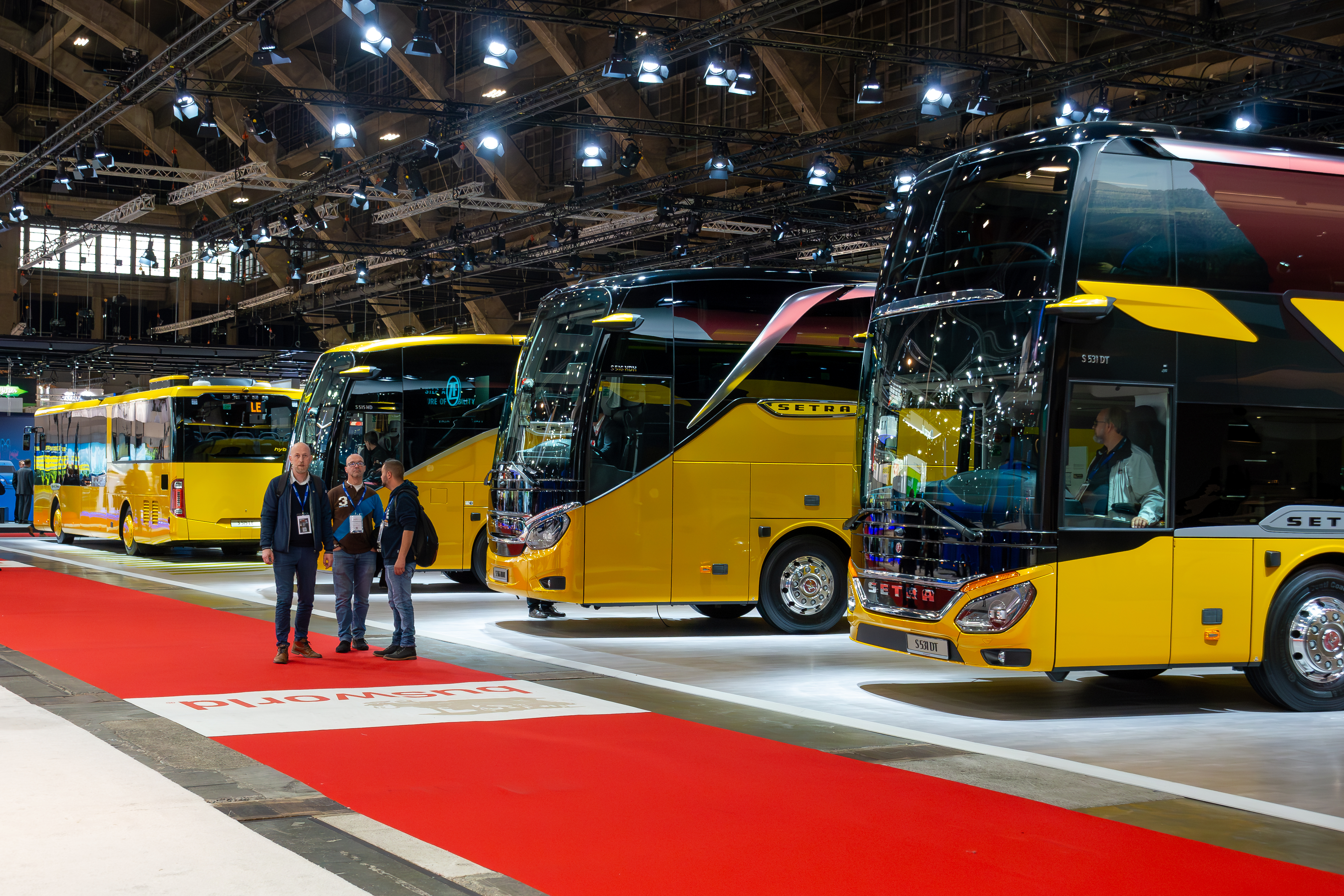
Busworld Europe 2023, Ausstellungshalle

Die Busworld Europe (früher nur Busworld) in Brüssel ist neben der IAA Nutzfahrzeuge eine der größten und die älteste Busfachmessen. Sie findet in ungeraden Jahren statt.
Die erste Busworld Messe fand 1971 statt. Sie wurde bis zum Jahr 2017 alle zwei Jahre im belgischen Kortrijk abgehalten. Mit an die 40.000 Besucher und mehr als 375 Ausstellern fand sie 2019 zum 25. Mal statt.
Seit dem Jahr 2001 verfügt die Busworld über weitere Schwesterausstellungen:
- Busworld Turkey in Istanbul: die zehnte Busworld Turkiye fand im Jahr 2024 statt.[2]
- Busworld Latin America in Buenos Aires (Juni 2023)
- Busworld North America (Februar 2023)
- Busworld Southeast Asia in Jakarta (Mai 2024)
- Busworld Central Asia in Astana (Mai 2023)